# Begonia digitata
Begonia digitata là một loài thực vật có hoa trong họ Thu hải đường. Loài này được Raddi mô tả khoa học đầu tiên năm 1820.